# Regering-De Brouckère
De regering-De Brouckère (31 oktober 1852 -  30 maart 1855) was een Belgische regering. Deze werd tot stand gebrachten door de Liberale Partij. Ze volgde de regering-Rogier I op en werd opgevolgd door de regering-De Decker.

## Verloop

### Formatie
Bij de verkiezingen van 1852 leden de liberalen een nederlaag, hoewel ze hun parlementaire meerderheid nog niet verloren hadden. De regering-Rogier I nam op 9 juli 1852 ontslag, waarna koning Leopold I eerst aan de voormalige liberale premier Joseph Lebeau en vervolgens aan de liberale voorzitter van de Kamer van Volksvertegenwoordigers Pierre-Théodore Verhaegen vroeg om een nieuwe regering te vormen. Beiden weigerden echter.
Koning Leopold I kon de uittredende premier Charles Rogier ervan overtuigen om aan te blijven, maar nadat Pierre-Théodore Verhaegen door de Kamer niet meer herkozen werd als voorzitter, omdat de gematigde liberalen met de katholieke oppositie meestemden, nam de regering op 25 september opnieuw ontslag. Vervolgens gaf de koning aan de gematigde liberaal Henri de Brouckère de opdracht om een gematigd liberale regering te vormen en op 29 september was die met zijn opdracht klaar. 

### Internationale verdragen
Toen de regering eenmaal was gevormd, haastte ze zich om de Kamers te laten stemmen over een wet die beledigingen van buitenlandse vorsten streng bestrafte, zonder evenwel afbreuk te doen aan de grondwettelijk gewaarborgde vrijheid van drukpers. Met deze wet wilde de regering een einde maken aan publicaties die Franse vluchtelingen tegen Napoleon III hadden gepubliceerd toen deze keizer werd. Deze was daar gevoelig voor en het bood de regering de mogelijkheid om een handelsverdrag met Frankrijk te sluiten en tegelijkertijd een einde te maken aan de plundering van Franse schrijvers in België.
Op 22 augustus 1852 werd een verdrag met Frankrijk gesloten tot wederzijdse waarborging van de intellectuele en artistieke eigendom. Op 27 februari 1854 werd er ook een handelsverdrag gesloten, dat tot doel had de overeenkomsten uit te breiden die reeds waren gesloten naar aanleiding van een op 22 augustus 1852 tussen België en Frankrijk gesloten handelsverdrag. Dit verdrag beoogde de afschaffing, verlaging of zelfs nivellering van een hele reeks belastingen op uiteenlopende goederen zoals lakens, wijn, hop, vlees, enzovoort. Op 2 mei 1854 werd er een scheepvaartverdrag met Oostenrijk afgesloten.

### Ontslag
Omdat de regering-De Brouckère een vrij unionistisch beleid voerde en de wet op het secundair onderwijs van 1850 aanpaste, kreeg de regering niet echt de steun van de meer radicale liberalen in het parlement. Het beleid van de regering sloeg ook niet echt aan en bij de verkiezingen van juni 1854 verloren de liberalen hun parlementaire meerderheid aan de katholieken. Na een stemmingsnederlagen in het parlement nam Henri de Brouckère op 4 maart 1855 uiteindelijk zijn ontslag als voorzitter van de ministerraad.

## Samenstelling
De regering telde zes ministers.
| Ambtsbekleder | Ambtsbekleder | Ambtsbekleder                   | Functie                       | Partij                       |
| ------------- | ------------- | ------------------------------- | ----------------------------- | ---------------------------- |
|               |               | Henri de Brouckère (1801-1891)  | Minister Buitenlandse Zaken   | extraparlementair (liberaal) |
|               |               | Ferdinand Piercot (1797-1877)   | Minister Binnenlandse Zaken   | extraparlementair (liberaal) |
|               |               | Charles Faider (1811-1893)      | Minister Justitie             | extraparlementair (liberaal) |
|               |               | Charles Liedts (1802-1878)      | Minister ad interim Financiën | extraparlementair (liberaal) |
|               |               | Victor Anoul (1792-1862)        | Minister Oorlog               | extraparlementair (liberaal) |
|               |               | Emile Van Hoorebeke (1816-1884) | Minister Openbare Werken      | Liberale Partij              |